# Verneda (Gers)
Verneda (en francès Bernède) és un municipi francès situat al departament del Gers i a la regió d'Occitània.

## Demografia
| 1962                                       | 1968 | 1975 | 1982 | 1990 | 1999 | 2006 |
| ------------------------------------------ | ---- | ---- | ---- | ---- | ---- | ---- |
| 230                                        | 250  | 217  | 209  | 197  | 204  | 213  |
| Des de 1962: població sense dobles comptes |      |      |      |      |      |      |

## Administració
| Període | Identitat          | Partit        |
| ------- | ------------------ | ------------- |
| 2001-   | Jean-Louis Labarbe | Divers droite |